# Women in Love (film)
Women in Love is een Britse romantische film uit 1969, gebaseerd op het gelijknamige boek van D.H. Lawrence. Deze film is geregisseerd door Ken Russell.

## Verhaal
Ursula en Gudrun Brangwen zijn twee zussen die leven in het midden van Engeland in de jaren 10 van de twintigste eeuw. Ursala is een lerares, Gudrun een kunstenares. Het boek begint met een scène waarin ze beiden verklaren tegen het huwelijk te zijn. Deze scène speelt zich af vlak voordat ze naar het huwelijk van de zus van Gerald Crich gaan.
Ze ontmoeten daar twee mannen die vlakbij hen wonen, Rupert Birkin en Gerald Crich. Birkin is een schoolinspecteur, die al een vrouw heeft, Hermione Roddice, die erg dominant is en waarbij hij niet gelukkig is. Gerald heeft op jonge leeftijd per ongeluk gezorgd voor de dood van zijn broer. Hij draagt die schuld nog steeds bij zich. De vier worden vrienden. Ursala en Birkin raken met elkaar betrokken en Gudrun begint zelfs een liefdesrelatie met Gerald (hoewel ze in eerste instantie geen seks met elkaar hebben).
Alle vier zijn zij diep doordrongen van de vragen van de samenleving, de politiek en de relatie tussen man en vrouw. Tijdens een feest in Geralds ouderlijk huis, verdrinkt de zus van Gerald, Laura. Gerald voelt zich hier erg schuldig over, gezien de dood van zijn broer toen hij nog erg jong was. Gudrun wordt lerares en mentor van zijn jongste zus. Geralds vader, die een kolenmijn bezit, sterft kort daarna na een lange tijd van ziekte. Gerald bezit na de dood van zijn vader de mijnen. Hij beheert deze erg goed, maar hij heeft er alleen geen lol in na de dood van zijn vader. Wanneer hij voor het eerst weer bij Gudrun komt, heeft hij voor het eerst seks met haar.
Terwijl Ursula zich kan losmaken van haar isolement en een echte relatie kan aangaan, lukt dit Gudrun niet. Zij heeft een kunstenaarsziel en kan niet loskomen van haar eenzaamheid. De verschillende relaties en de problemen die de zussen daarin ondervinden vormen in feite het belangrijkste element van het boek.
Birkin vraagt Ursala of ze met hem wil trouwen en ze zegt ‘ja’. Gerald en Gudruns relatie verloopt stormig. Ze houden met z’n vieren vakantie in de Oostenrijkse alpen. Gudrun raakt daar bevriend met Loerke, een geestelijk zwakke, maar emotioneel erg sterke kunstenaar met een homoseksuele achtergrond. De relatie tussen Birkin en Ursala wordt steeds sterker. Zij besluiten naar het zuiden toe te trekken. De relatie tussen Gudrun en Gerald raakt steeds verder in het slop. Gerald wordt jaloers op Loerke. Hij probeert hem uiteindelijk te vermoorden. Dit mislukt en hij pleegt zelfmoord aan de andere kant van de berg.

## Rolverdeling
| Acteur            | Personage        |
| ----------------- | ---------------- |
| Alan Bates        | Rupert Birkin    |
| Oliver Reed       | Gerald Crich     |
| Glenda Jackson    | Gudrun Brangwen  |
| Jennie Linden     | Ursula Brangwen  |
| Eleanor Bron      | Hermione Roddice |
| Phoebe Nicholls   | Winifred Crich   |
| Vladek Sheybal    | Loerke           |
| Alan Webb         | Thomas Crich     |
| Nike Arrighi      | Contessa         |
| Michael Gough     | Tom Brangwen     |
| James Laurenson   | Minister         |
| Sharon Gurney     | Laura Crich      |
| Christopher Gable | Tibby Lupton     |
| Norma Shebbeare   | Mrs. Brangwen    |
| Catherine Willmer | Mrs. Crich       |

## Prijzen en nominaties
| Jaar | Prijs                                                       | Genomineerde(n) | Uitslag     |
| ---- | ----------------------------------------------------------- | --------------- | ----------- |
| 1970 | Academy Award for Actress in a Leading Role                 | Glenda Jackson  | Gewonnen    |
| 1970 | National Board of Review Award for Best Actress             | Glenda Jackson  | Gewonnen    |
| 1970 | New York Film Critics Circle Award for Best Actress         | Glenda Jackson  | Gewonnen    |
| 1971 | Golden Globe Award for Best English - Language Foreign Film |                 | Gewonnen    |
| 1970 | National Society of Film Critics Award for Best Actress     | Glenda Jackson  | Gewonnen    |
| 1970 | Academy Award for Best Director                             | Ken Russell     | Genomineerd |
| 1970 | Academy Award for Actress in a Leading Role                 | Glenda Jackson  | Genomineerd |
| 1970 | Academy Award for Writing Adapted Screenplay                | Larry Kramer    | Genomineerd |
| 1969 | BAFTA Award for Best Actor in a Leading Role                | Alan Bates      | Genomineerd |
| 1969 | BAFTA Award for Best Actress in a Leading Role              | Glenda Jackson  | Genomineerd |
| 1969 | BAFTA Award for Best Direction                              | Ken Russell     | Genomineerd |
| 1969 | BAFTA Award for Best Film                                   | Ken Russell     | Genomineerd |
| 1971 | Golden Globe Award for Best Director - Film                 | Ken Russell     | Genomineerd |
| 1971 | Golden Globe Award for Best Actress - Drama Film            | Glenda Jackson  | Genomineerd |
| 1971 | Golden Globe Award for Best English - Language Foreign Film |                 | Genomineerd |
| 1969 | BAFTA Award for Best Film Music                             | Georges Delerue | Genomineerd |
| 1969 | BAFTA Award for Best Cinematography                         | Billy Williams  | Genomineerd |
| 1969 | BAFTA Award for Best Production Design/Art Direction        | Luciana Arrighi | Genomineerd |
| 1969 | BAFTA Award for Best Costume Design                         | Shirley Russell | Genomineerd |
| 1969 | BAFTA Award for Best Newcomer                               | Jennie Linden   | Genomineerd |
| 1969 | BAFTA Award for Best Screenplay                             | Larry Kramer    | Genomineerd |
| 1969 | BAFTA Award for Best Sound Track                            | Terry Rawlings  | Genomineerd |